# Ligne de tramway 320
 (mars 2021).
Si vous disposez d'ouvrages ou d'articles de référence ou si vous connaissez des sites web de qualité traitant du thème abordé ici, merci de compléter l'article en donnant les références utiles à sa vérifiabilité et en les liant à la section « Notes et références ».
La ligne 320 est une ancienne ligne de tramway vicinal de la Société nationale des chemins de fer vicinaux (SNCV) qui relie Braine-l'Alleud à Wavre à partir de 1898 jusque vers 1933.

## Histoire
1898 : mise en service entre Braine-l'Alleud et Rixensart ; traction vapeur ; exploitation par la SA pour l'Exploitation des voies ferrées en Belgique (VFB).
1899 : prolongement de Rixensart à la gare de Wavre.
1920 : reprise de l'exploitation par la SNCV.
1930-1933 : électrification.
1933 ou postérieur : fusion avec la ligne W du réseau de Bruxelles.

## Infrastructure

### Dépôts et stations
| Illustration | Nom               | Type | Commune | Localisation                | État         | Remarques |
| ------------ | ----------------- | ---- | ------- | --------------------------- | ------------ | --------- |
|              | Lasne             | DS   | Lasne   | 50° 41′ 09″ N, 4° 28′ 55″ E | hors service |           |
|              | Maransart Aywiers | S    | Lasne   | 50° 40′ 10″ N, 4° 27′ 54″ E | hors service |           |

## Exploitation

### Horaires
Tableaux : 320 (1931).